# Barbara Markiewicz
Barbara Anna Markiewicz (ur. 1947) – polska uczona, filozof specjalizuje się w filozofii politycznej.

## Życiorys
Jest absolwentką polonistyki Uniwersytetu Jagiellońskiego i filozofii Uniwersytetu Warszawskiego. Doktoryzowała się na UW, habilitowała w 1989, a nominację na profesora zwyczajnego otrzymała 16 grudnia 1997.
Opublikowała ok. 200 prac naukowych. Jej teksty ukazały się również przetłumaczone na języki: angielski, niemiecki i hebrajski. Wykładała i wygłaszała odczyty m.in. w Turynie, Bochum, Zurychu, Paryżu, Oksfordzie, Londynie, Jerozolimie i Barcelonie.
Od 1974 roku jest pracownikiem Instytutu Filozofii Uniwersytetu Warszawskiego. Jest wiceprzewodniczącą Polskiego Towarzystwa Filozoficznego, przewodniczącą i sekretarzem naukowym Komitetu Głównego Olimpiady Filozoficznej. Jest również członkiem Association Internationale des Professeurs de Philosophie.

## Wydane książki
- Od filozofów jońskich do Pascala – wybór tekstów – książka pomocnicza do filozofii dla szkół średnich, WSiP, 1999, ISBN 83-02-07167-6
- Od Locke'a do Jamesa – wybór tekstów – książka pomocnicza do filozofii dla szkół średnich, WSiP, 1999, ISBN 83-02-07541-8
- Od Nietzschego do filozofii współczesnej – wybór tekstów – książka pomocnicza do filozofii dla szkół średnich, WSiP, 1999, ISBN 83-02-07566-3
- Kryzys tożsamości politycznej a proces integracji europejskiej, Scholar, 2006, ISBN 83-7383-156-8, redakcja
- Co się śni filozofom, WAiP, 2008, ISBN 978-83-608-0779-8